# Scream (2.ª temporada)
A segunda temporada de Scream foi anunciada pela MTV em 10 de julho de 2015. Jill Blotevogel continua como showrunner e produtor executivo. A segunda temporada estreou em 30 de maio de 2016.

## Elenco e personagens

### Principal
- Willa Fitzgerald como Emma Duval
- Bex Taylor-Klaus como Audrey Jensen
- John Karna como Noah Foster
- Amadeus Serafini como Kieran Wilcox
- Carlson Young como Brooke Maddox
- Tracy Middendorf como Maggie Duval / Daisy Anderson
- Kiana Ledé como Zoe Vaughn
- Santiago Segura como Gustavo "Stavo" Acosta

### Recorrente
- Tom Maden como Jake Fitzgerald
- Bobby Campo como Seth Branson
- Bryan Batt como Quinn Maddox
- Tom Everett Scott como Kevin Duval
- Anthony Ruivivar como Xerife Miguel Acosta
- Austin Highsmith como Kristen Lang
- Sean Grandillo como Eli Hudson
- Karina Logue como Tina Hudson
- Mary Katherine Duhon como Haley Meyers

### Convidado
- Sosie Bacon como Rachel Murray
- Amelia Rose Blaire como Piper Shaw
- Chase McCleery Bouchie como Eddie Hayes
- Alexander Calvert como Alex Whitten / Tom Martin
- Lindsay LaVanchy como Billie Field
- Zena Gray como Gina McLane
- Alex Esola como Jeremy Blair
- Stevie Lynn Jones como Anna Hobbs
- Eric Mendenhall como Sid
- Derek Roberts como Xerife Carpenter
- Caitlin Ashley-Thompson como Maggie Duval / Daisy Anderson (jovem)
- Anthony Palacios como Miguel Acosta (jovem)

## Produção
A emissora MTV confirmou a segunda temporada de Scream em 10 de julho de 2015. Jill Blotevogel continua como showrunner e produtor executivo, e já temos alguns atores confirmados para o elenco. Dentre eles estão a atriz e cantora Kiana Ledé que interpretará Zoe Vaughn, e Santiago Segura que interpretará Gustavo "Stavo" Acosta.
Sean Grandillo e Karina Logue, que interpretarão o primo e a tia de Kieran Wilcox, respectivamente, foram anunciados no elenco recorrente no primeiro semestre de 2016.
A segunda temporada estreou em 30 de maio de 2016.

## Episódios
| N.º na série | N.º na temp. | Título                                                                                 | Dirigido por                  | Escrito por                     | Exibição original     | Audiência (milhões) |
| --- | ------------ | -------------------------------------------------------------------------------------- | ----------------------------- | ------------------------------- | --------------------- | ------------------- |
| 11 | 1            | "I Know What You Did Last Summer" "(Eu Sei o Que Vocês Fizeram no Verão Passado)" (BR) | Brian Dannelly                | Michael Gans & Richard Register | 30 de maio de 2016    | 0.40                |
| Quando tudo volta ao normal, Audrey é vítima de uma pegadinha feita por dois estranhos tentando aterrorizá-la. Emma retorna para casa após três meses afastada. Brooke termina com Jake depois que ele a irrita, e em seguida, Jake é atacado pelo novo assassino. Noah começa uma obsessão com os assassinatos anteriores e teoriza que Piper tinha um cúmplice, o que impulsiona os sentimentos de mal-estar de Audrey, considerando sua antiga relação com Piper Shaw. Audrey começa a ser perseguida por alguém que está consciente de suas interações com Piper. Emma vê no podcast de Noah uma imagem de um celeiro ao qual ela faz uma ligação do lugar em seus sonhos. Curiosa, ela e Brooke vão investigar o celeiro. Jake é assassinado pelo novo assassino com uma foice. Emma entra na casa e vê fotos dela mesma e recortes dos assassinatos anteriores. |              |                                                                                        |                               |                                 |                       |                     |
| 12 | 2            | "Psycho" "(Psicose)" (BR)                                                              | Scott Speer                   | Meredith Glynn                  | 6 de junho de 2016    | 0.50                |
| Emma retorna ao celeiro com Maggie e descobre que nada que Emma viu mais cedo naquela noite está mais lá, Maggie revela algumas verdades do passado para Emma. Emma pede ajuda para a Srta. Kristen Lang quando ela tem uma alucinação de Piper. Noah encontra algo que o leva a um motel, onde o recepcionista viu o cúmplice de Piper. Emma enfrenta seus medos e retorna para o lago antes de ser seguida no caminho para casa por alguém que ela acaba descobrindo ser seu pai, Kevin. Audrey vai a um armazém abandonado, onde ela encontra o corpo de Jake. |              |                                                                                        |                               |                                 |                       |                     |
| 13 | 3            | "Vacancy" "(Temos Vagas)" (BR)                                                         | Jamie Travis                  | Steve Yockey                    | 13 de junho de 2016   | 0.35                |
| Audrey fica chocada quando ela encontra o corpo de Jake e recebe uma chamada do assassino, forçando-a a fugir do local. Emma conta a Maggie que seu pai está de volta em Lakewood. Mais tarde, Kevin diz a Maggie que ele tem recebido e-mails de Riley Marra, o que assusta Maggie, pois Riley foi assassinada meses atrás por Piper. Eddie, que trabalha no motel Crescent Palms, é esfaqueado até a morte pelo assassino com um saca-rolhas no quarto onde Kevin esta hospedado. O assassino se fazendo passar por Kevin induz Emma a ir até o Crescent Palms. O assassino manda uma mensagem para Audrey ameaçando matar Emma. Audrey chama a polícia, mas encontra Emma confrontando seu pai no lado de fora do motel. Emma percebe que ainda não pode confiar em seu pai quando descobre que ele planeja deixar Lakewood novamente sem dizer a ela. Audrey mente para a polícia sobre o motivo de ela ter os chamado. O pai de Emma revela a verdade sobre um incidente do passado, quando Emma era jovem. Mais tarde, Audrey lê uma nova mensagem do assassino informando-a para olhar debaixo do banco de seu carro, onde ela encontra o saca-rolhas ensanguentado usado pelo assassino. |              |                                                                                        |                               |                                 |                       |                     |
| 14 | 4            | "Happy Birthday to Me" "(Feliz Aniversário Para Mim)" (BR)                             | Daniel Stamm                  | Brian Sieve                     | 20 de junho de 2016   | 0.27                |
| Audrey tenta enterrar o saca-rolhas sangrento, mas o assassino o recupera e o coloca na cama de Audrey na manhã seguinte. Emma tem um sonho ruim de Kieran sendo esfaqueado pelo assassino. Ela acorda assustada, e mais tarde, envia mensagens para Kieran desejando feliz aniversário. Contra a vontade de Kieran, Eli diz a Emma que Kieran quer uma festa surpresa, o que os leva a organizá-la na casa de Emma. O Xerife Miguel Acosta começa a se preocupar com a ausência de Jake. Audrey encontra estranhos desenhos dos "Seis de Lakewood" no iPad de Gustavo. Na festa, Eli e Emma quase se beijam e uma garrafa de tequila supostamente enviada por Jake, faz com que todos comecem a alucinar. Audrey têm uma alucinação com Rachael, o que faz com que ela beije Noah sem querer. Emma percebe que um novo assassino está lá fora, quando ela é (aparentemente) atacada, mas o Xerife Miguel Acosta não acredita nela. No dia seguinte, Eli pede desculpas a Emma. Mais tarde, as finalistas do concurso da Dama do Lago são anunciadas. O corpo de Jake cai de uma bandeira e Brooke começa a gritar enquanto todos assistem, em estado de choque. |              |                                                                                        |                               |                                 |                       |                     |
| 15 | 5            | "Dawn of the Dead" "(Madrugada dos Mortos)" (BR)                                       | Oz Scott                      | Heath Corson                    | 28 de junho de 2016   | 0.45                |
| Depois que o corpo de Jake cai no teatro, o Xerife Miguel Acosta bloqueia as entradas e saídas da escola. Emma e seus amigos ficam presos dentro da escola com o assassino. Quando Emma vai para a biblioteca, ela encontra o celular de Jake em sua bolsa. Kieran e Noah bolam um plano para pegar a mochila de Kieran no seu armário, pois sua arma está dentro dela, mas o plano não dá certo e Kieran é pego por um dos policiais. Kieran conta para o Xerife Miguel Acosta sobre o celular de Jake na bolsa de Emma e ela é levada para interrogatório. Ao voltar do interrogatório, Emma vê Haley falando mal dela pelas costas e a confronta, no que termina em uma briga entre elas. A Srta. Kristen Lang leva Emma para uma sala de descanso, onde mais tarde, o assassino aparece para ela. Emma escapa quebrando a janela com uma cadeira, porém ela acaba se cortando. Audrey pega o iPad de Stavo e mostra a todos os desenhos cobertos de sangue. Alguns alunos espancam Stavo, deixando-o sangrando, até que o Xerife Miguel Acosta interfere. Quando a escola é finalmente desbloqueada, Noah rouba o celular de Audrey e, ao vasculhá-lo, ele vê um gif de Audrey próxima ao corpo de Jake no armazém abandonado. |              |                                                                                        |                               |                                 |                       |                     |
| 16 | 6            | "Jeepers Creepers" "(Olhos Famintos)" (BR)                                             | Evan Katz                     | Anna Christopher                | 5 de julho de 2016    | 0.45                |
| Noah e Emma investigam uma dica de Ed no parque de diversões local. Noah e Audrey são sequestrados, aparentemente pelo assassino, e Audrey confessa a Noah sobre seu encontro com o corpo de Jake. Audrey confessa que era ela a pessoa que sequestrou Noah para provar a ele que ela não é o assassino. Audrey fica assustada quando Noah diz que Ed foi quem lhe deu a dica, sabendo que Ed foi morto. Eles escapam, mas Emma consegue rastrear Noah e Audrey no parque de diversões e tem um breve encontro com o assassino. Os três tentam fugir do parque de diversões e coincidentemente encontram Kieran, que seguiu Emma até lá. O Xerife Miguel ainda suspeita de Emma baseado em seus problemas psicológicos, e pede para Kieran ajudá-lo. Brooke procura conforto em Gustavo e pede a ele para recuperar arquivos da estação de polícia sobre Branson. Brooke descobre que Branson está namorando a Srta. Kristen Lang, e vai se encontrar com ela. Kristen fica com ciúmes quando Brooke encontra-se com ela dizendo que ela estava com Branson na noite Jake foi morto e volta para seu carro para ligar para ele, mas ele não atende. Branson atende uma ligação de Brooke e Brooke finge estar chateada e pede para se encontrar com ele. Brooke o atrai para um hotel e ameaça matá-lo se ele não confessar que matou Jake. Ela acredita que ele não o matou e vai embora, deixando Branson amarrado na cama. Na casa de Noah, ele está prestes a começar um podcast sobre "O Necrotério", quando Audrey chega, e diz a ele sobre suas ligações com Piper: Audrey queria a ajuda de Piper para fazer um documentário sobre Brandon James, e quando as pessoas começaram a morrer, Piper mentiu para Audrey dizendo que não era ela, o que a fez sentir que todos os assassinatos fossem culpa dela. Ela diz a Noah tudo sobre as mensagens e a sala de armazenamento e pede para Noah não contar a Emma porque ela mesma quer fazer isso na hora certa. Eles se abraçam, e sem querer, Noah se esquece de desligar o gravador e tudo o que foi dito foi transmitido no podcast. Alguém entrar no quarto de Branson no hotel. É o assassino, que tira venda de Branson, pega um ferro de passar-roupas, corta a mão de Branson e, em seguida, coloca o ferro sobre o toco de seu braço. |              |                                                                                        |                               |                                 |                       |                     |
| 17 | 7            | "Let the Right One In" "(Deixe Ela Entrar)" (BR)                                       | Rodman Flender                | Steve Yockey                    | 12 de julho de 2016   | 0.40                |
| Emma está com raiva de Kieran por ele ter falado com o Xerife Miguel sobre ela estar esquisita e Eli se aproveita da situação para levar Emma para uma casa abandonada e tentar impressionar ela. Enquanto isso, quando Brooke acha que Branson está mandando mensagens para ela e ameaçando expor seus crimes no quarto do hotel, é realmente o assassino que manda mensagem para Audrey para ir até a escola sozinha ou então ele vai a expor para Brooke. Na escola, Audrey e Brooke encontram a Srta. Kristen Lang desmaiada, que se não fosse pelo zelador da escola, teria sido morta pelo assassino. Além disso, Maggie e o Xerife Miguel Acosta, aparentemente, têm um segredo sobre Brandon James e os eventos na fazenda quando Emma era uma criança. Zoe descobre o segredo de Audrey em um podcast de Noah e o envia para seu email. O assassino coloca fogo na casa abandonada, forçando Eli e Emma a fugirem. Ambos não sabem que Branson está vivo dentro da casa com o cadáver de Eddie, prestes a queimarem até a morte. |              |                                                                                        |                               |                                 |                       |                     |
| 18 | 8            | "Village of the Damned" "(A Cidade dos Condenados)" (BR)                               | Gil Kenan                     | Meredith Glynn                  | 19 de julho de 2016   | 0.36                |
| No aniversário anual de Lakewood, Audrey tenta conseguir coragem para dizer a Emma que ela trouxe Piper para Lakewood. Brooke fica bêbada antes de seu discurso como Dama do Lago e, portanto, Zoe ganha o concurso. Audrey começa a suspeitar de Eli ser o assassino depois que uma briga entre ele e Kieran leva Emma a dizer para Audrey sobre de uma ordem de restrição contra Eli por ter invadido o quarto de uma menina em Atlanta. O assassino sequestra Kieran e o leva para a casa de espelhos, atraindo Emma até lá. Lá dentro, o vice-policial Dwayne, que chegou para ajudar Emma, é arremessado em um espelho e morto enquanto Emma pega a arma dele para atirar no assassino. É revelado que Kieran está vestido com as roupas do assassino e é quase morto por Emma antes de sua máscara ser retirada. Ele então diz a Emma que o motivo de seu padrasto ter saído da estrada, matando ele mesmo e a mãe de Kieran é porque Kieran estava distraindo-o, brigando com ele no carro. Enquanto isso, alguém envia o áudio de Audrey para Emma, que descobre a verdade sobre Audrey antes de Audrey dizer a ela. Além disso, Maggie e Miguel Acosta continuam a manter seu segredo, enquanto Miguel começa a seriamente suspeitar de que seu filho é o assassino. |              |                                                                                        |                               |                                 |                       |                     |
| 19 | 9            | "The Orphanage" "(O Orfanato)" (BR)                                                    | Leigh Janiak                  | Brian Sieve                     | 26 de julho de 2016   | 0.35                |
| Emma tem um pesadelo com ela assassinando seus amigos. Na escola Emma discute com Audrey por ela não ter contado que ela trouxe Piper para Lakewood. Audrey confronta Noah sobre o email e ele diz a ela que não foi ele quem enviou. Eles tentam descobrir quem enviou, levando Audrey a suspeitar de Zoe. Noah a defende e diz a Audrey que ela precisa conversar com Emma. Enquanto isso, Emma e Kieran investigam a Srta. Kristen Lang, que aparentemente cresceu com Piper em um orfanato. Stavo descobre que seu pai suspeita dele como assassino, e ele encontra uma conversa de mensagens de texto suspeitas entre o pai de Brooke e Jake. Mais tarde, o assassino dá uma festa no antigo orfanato, fazendo todos os convidados acreditarem que a festa está sendo dada por Emma e Audrey. Emma descobre que Haley está de alguma forma envolvida com a festa. Haley diz a Emma que ela está apenas ajudando alguém com quem ela está ficando. O assassino esfaqueia Haley até a morte. Audrey e Emma encontram o corpo de Piper (que nunca foi encontrado, até agora). Os policiais, eventualmente, acabam com a festa e encontram o corpo de Haley pendurado na frente de uma bandeira. |              |                                                                                        |                               |                                 |                       |                     |
| 20 | 10           | "The Vanishing" "(O Silêncio do Lago)" (BR)                                            | Kevin Kolsch & Dennis Widmyer | Eoghan O'Donnell                | 2 de agosto de 2016   | 0.32                |
| Emma interroga Audrey sobre por que ela trouxe Piper para Lakewood. Audrey diz a ela que ela estava com raiva e queria usar Piper para fazer um documentário sobre Brandon James. Ela ainda diz não sabia que ela era o assassino, mas que sabia que Piper era meia-irmã de Emma. Depois de Zoe não aparecer na aula, alguém usando mensagens do celular de Zoe, atrai Noah até o Lago Wren. As mensagens de (Zoe) guiam ele pela floresta, onde Noah descobre que a pessoa do outro lado da linha é o assassino, que o apunha-lá e o esfaqueia. Na escola, o assassino envia mensagens para Emma e Audrey com imagens de Noah inconsciente em um lugar irreconhecível. O assassino então liga para elas, dando sugestões de onde Noah poderia estar escondido, e avisa que se elas não chegarem até ele a tempo, ele vai morrer por asfixia lenta em cinco horas. Flashbacks revelam que Maggie e o Xerife Miguel esconderam Brandon James, ferido, que ainda estava vivo depois de ser baleado no lago. Miguel acredita que Brandon sobreviveu e está escondido em uma casa antiga, onde ele e Maggie esconderam uma faca de Brandon. Noah acorda e encontra-se em um caixão, enterrado no subsolo, com uma câmera observando-o. Em seguida, ele ouve uma voz fora do caixão, que parece ser Zoe, gritando. Emma e Audrey vão à casa de Noah para encontrar no quadro de suspeitos a chave por trás obsessão de Noah. Lá, Emma vira um bilhete do assassino onde há uma carta que Audrey escreveu para Piper, explicando porque Audrey odiava tanto Emma. Emma e Audrey olham atrás do quadro de suspeitos, onde elas encontram uma pista que as leva a um celeiro perto do Lago Wren. Noah dentro do caixão começa a alucinar com Zoe lá com ele. Miguel vai até a antiga casa onde Brandon James se escondia e lá ele descobre uma sala secreta onde parece que alguém está morando. Emma e Audrey descobrem onde Noah está enterrado. Elas o desenterram e encontram um celular que parece ter uma transmissão ao vivo do caixão de Zoe, onde o dela está inundando com água e ela está gritando por socorro. Então, Emma, Audrey, e Noah procuram por Zoe. Eles encontram um caixão conectado a uma corda, na beira do Lago Wren. Eles abrem o caixão e encontram Zoe morta. Noah olha para as imagens no celular, onde Zoe ainda está gritando por ajuda, descobrindo então que o vídeo era na verdade uma gravação. A polícia e Maggie chegam para investigar onde Noah foi enterrado, e o corpo de Zoe é levado. O assassino liga para Emma e ela diz que ele nunca vai ganhar. Mais tarde, Emma conta para sua mãe que poderia ter salvo Zoe. Maggie coloca um bilhete na árvore no quintal da casa, dizendo para Brandon James ficar longe de Emma. Então, Eli, que estava escondido nos arbustos, sai e observa Maggie ir embora. |              |                                                                                        |                               |                                 |                       |                     |
| 21 | 11           | "Heavenly Creatures" "(Criaturas Celestiais)" (BR)                                     | Jamie Travis                  | Anna Christopher                | 9 de agosto de 2016   | 0.35                |
| O assassino desarma o alarme e entra no quarto de Emma. Ele acorda Emma e foge antes de ser visto. Emma percebe o alarme desarmado, acorda Maggie e chama a polícia. Maggie recebe um medalhão em forma de coração com o nome de Emma escrito nele, suspeitando que Brandon James está vivo e por trás dos assassinatos. Todo mundo tenta animar Noah que está no hospital, mas ele está traumatizado com a morte Zoe e pede a todos para tirarem o quadro de suspeitos e avisa que ira parar com "O Necrotério". Enquanto estão retirando o quadro, Emma encontra um recorte de jornal com uma imagem do funeral de Will. Eli está no fundo da imagem, mostrando que ele estava em Lakewood durante os ataques do ano anterior. Eli e sua mãe escondem segredos e ela quer ir embora dizendo que o prefeito Maddox vai lhes pagar $15.000 se o fizerem, mas Eli exige que eles fiquem. Eli invade a casa do prefeito e rouba documentos comprometedores dele, deixando um bilhete o ameaçando. Kieran entra escondido no quarto de Eli e encontra cartas de Audrey para Piper, ele também vê os documentos que Eli roubou da casa do prefeito. Kieran mostra as cartas a Audrey e Emma, e Audrey insiste que ele coloque as cartas no lugar com medo de Eli suspeitar. Enquanto Kieran leva as cartas de volta ao quarto de Eli, é revelado que Eli estava na cozinha e vê quando Kieran entra. Alguém hackeia o notebook de Noah e faz um upload de um arquivo que é transmitido em seu podcast com imagens das vítimas do assassino, apontando Emma e Audrey como suspeitas. Emma e Audrey vão para a fazenda de porcos onde elas encontram o "diário dos sonhos" de Emma. Alguém chantageia o prefeito Maddox a ir até lá também. No celeiro, ele encontra o assassino, que o espeteia com uma forquilha. Emma e Audrey encontram o prefeito quase morto que puxa a forquilha para fora de seu abdômen o que faz ele sangra até a morte. O Xerife Miguel chega no local e Emma e Audrey são presas pelo assassinato do prefeito Maddox. Enquanto estão indo para a delegacia, elas percebem que todo mundo vai culpá-las pelos assassinatos. |              |                                                                                        |                               |                                 |                       |                     |
| 22 | 12           | "When a Stranger Calls" "(Chamada de: Desconhecido)" (BR)                              | Patrick Lussier               | Eoghan O'Donnell                | 16 de agosto de 2016  | 0.34                |
| O assassino faz com que o carro da polícia onde Emma e Audrey estão sofra uma acidente; ele mata o policial e dá a Emma e Audrey as chaves para as suas algemas. Depois, ele liga para elas e diz que ele quer jogar um Jogo Final, e alguém que elas amam vai morrer se elas forem pegas pela polícia. Brooke e Noah descombrem que Emma e Audrey estão se escondendo no cinema e vão pra lá junto com Kieran. No cinema, o assassino ataca e esfaqueia Brooke; ela é levada para o hospital, enquanto Emma foge para evitar a polícia e Audrey desaparece. O assassino diz a Emma que Audrey está no orfanato onde Piper cresceu e diz para ela ir sozinha ou então Audrey vai morrer. No orfanato, o assassino ataca Emma mas ela escapa e encontra Audrey amarrada. Momentos depois, Kieran aparece seguido por Eli onde ambos acusam-se mutuamente de ser o assassino. Quando Eli tenta esfaquear Kieran, Emma atira nele, mas ele sobrevive. Depois, Kieran diz a Emma e Audrey que elas vão se sentir seguras de novo, oque é semelhante ao que o assassino disse a Emma mais cedo. Emma então percebe que Kieran é o assassino, ele mata Eli a sangue frio a tiros e revela a Emma que ele e Piper estavam romanticamente envolvidos e que fez Emma e Audrey sofrerem por terem-na matado. Kieran persegue Emma usando Audrey como refém, as duas, no entanto, lutam contra ele e conseguem desarma-lo, Emma pega a arma, porém, ela decide não matá-lo, mas deixá-lo apodrecer na prisão. O Xerife Miguel aparece e leva Kieran em custódia. Maggie encontra o bilhete que ela deixou para Brandon James com sangue nele e uma faca prendendo-o na árvore. Noah revela em seu podcast que Kieran era o cúmplice de Piper e ele questiona se Lakewood estará ou não livre dos assassinatos. Emma e Audrey se tornam amigas mais próximas, enquanto Brooke está morando com Stavo e Miguel. Na prisão, alguém liga para Kieran e diz: "Olá Kieran. Quem foi que te autorizou a usar minha máscara?" para surpresa de Kieran. |              |                                                                                        |                               |                                 |                       |                     |
| 23 | 13           | "Halloween" "(Halloween)" (BR)                                                         | Oz Scott                      | Brian Sieve                     | 18 de outubro de 2016 | 0.30                |
| Oito meses após a prisão de Kieran, um novo assassino usando a máscara de Brandon James mata Kieran em uma cela no tribunal. Os sobreviventes de Lakewood ficam chocados com sua morte e com a aproximação do Halloween, já que marcará um ano desde que os assassinatos cometidos por Piper começaram. Então, eles decidem tirar férias de Lakewood e viajar para a ilha Shallow Grove, onde Stavo e Noah (agora autores de um livro sobre o assassinato de seus amigos) e seu editor de livros, Jeremy, fazem pesquisas sobre Anna Hobbs – uma menina que ficou famosa no passado por matar sua mãe, irmão, e o homem que tinha um caso com sua mãe, Reginald Whitman – na esperança de escreverem um novo livro. Na ilha, Emma conhece um rapaz chamado Alex Whitman, descendente do homem morto por Anna Hobbs, e os dois despertam um interesse romântico um no outro. Stavo dá uma festa e convida uma mulher chamada Billie, que trabalha como caseira na mansão de Alex, para fazer Brooke ficar com ciúmes, depois dele pensar que ela não quer que ele vá com ela à Nova York para fazer faculdade. Billie é morta por alguém vestindo a máscara que Anna Hobbs usou nos assassinatos do passado. Emma encontra o corpo de Billie quando o assassino liga para ela usando a voz de Brandon James, alegando que ela nunca vai se livrar dele. |              |                                                                                        |                               |                                 |                       |                     |
| 24 | 14           | "Halloween II" "(Halloween II)" (BR)                                                   | Oz Scott                      | Eoghan O'Donnell                | 18 de outubro de 2016 | 0.30                |
| Uma tempestade faz com que todos fiquem presos na ilha. O Xerife da cidade também é morto, e sua cabeça é cortada e colocada na porta da mansão de Alex. Depois de desaparecer desde a noite anterior, Jeremy aparece e todos começam a pensar que ele é o assassino, então, Alex o tranca em um armário. No entanto, Jeremy escapa e encontra uma foto de Billie e o verdadeiro Alex Whitman, revelando, assim, que Alex é um impostor e também o assassino. Alex, cujo verdadeiro nome é Tom Martin, mata Jeremy. Noah, Audrey, Brooke, e Stavo encontram uma passagem secreta na mansão que vai para a casa de Billie, então, Noah começa a teorizar que, em vez de Anna ter sido a assassina, ela e sua família foram atacados por Reginald e que Anna só matou ele por legítima defesa, depois de ele esfaqueá-la e tentar estuprá-la, e então, Anna morreu em decorrência de seus ferimentos. Emma é atacada pelo assassino, porém, consegue afastá-lo e Tom aparece logo em seguida, fingindo ser Alex. No entanto, Emma encontra o corpo do verdadeiro Alex, e Tom se revela como o assassino, alegando que seus pais foram assassinados no passado, e ele, assim como Emma, é um sobrevivente e sentiu a necessidade de matar todos que estavam no caminho de uma relação entre os dois. Mesmo que tenha matado várias pessoas na ilha, Tom revela que não é o assassino de Kieran. Quando Emma recusa a oferta de Tom de fugirem juntos, ele a persegue. Então, ela o empurra da sacada da mansão, causando sua morte. De volta à Lakewood, o pai de Emma, Kevin, aparece de pé em frente ao túmulo de Kieran e um homem chamado de "Sr. James" dá entrada em um hotel na cidade. |              |                                                                                        |                               |                                 |                       |                     |